# Ocotepec (Chiapas)
Pour les articles homonymes, voir Ocotepec.
Ocotepec est une municipalité du Chiapas, au Mexique. Elle couvre une superficie de 59,6 km2 et compte 12 508 habitants en 2015.